# Dîmîne, Mala Vîska
Dîmîne (în ucraineană Димине) este un sat în comuna Lozuvatka din raionul Mala Vîska, regiunea Kirovohrad, Ucraina.

## Demografie
Componența lingvistică a localității Dîmîne
     Ucraineană (94,03%)
     Română (3,48%)
     Rusă (2,49%)
Conform recensământului din 2001, majoritatea populației localității Dîmîne era vorbitoare de ucraineană (94,03%), existând în minoritate și vorbitori de română (3,48%) și rusă (2,49%).